# こうもり (落語)
『こうもり』は、愛知県出身・在住の社会人落語家微笑亭さん太が、春風亭小朝のために書き下ろした新作落語の一つ。『こうもりの恩返し』という題名で演じられる時もあるように、『鶴の恩返し』をモチーフにした作品である。

## あらすじ
とあるさびれた煮売屋の店長は、ある日、一羽のコウモリが店先に堕ちているのを発見する。そのコウモリは羽が傷ついて飛べないと知ると、手当をしてやり、森へ放してやる。
その夜、「あおいちゃん」と名乗る一人の美しい女性が訪ねてくる。女の素性を聞くと、自分は昼間助けてもらったコウモリで、恩返しとしてここで働かせてほしいと言ってきた。男は彼女が思いのほか美人であったため、二つ返事で働かせることにする。そのおかげで、あおいちゃん目当てに来る客がほとんどであるほど繁昌しはじめる。
そんなある日、客二人がケンカを始めたため、仲裁に入ったところ、逆上した二人に突き飛ばされた弾みに頭を打ち、店長は流血するほどのケガをしてしまう。それを見ていたあおいちゃんは烈火の如く激怒、客の首筋に噛みついたかと思うと、血を吸い、ケンカしていた二人は貧血でそのまま倒れてしまう。その後、あおいちゃんが謎の祈りを捧げると、突然雨が降り出し、その雨を浴びると店長のケガは治ってしまう。店長がどういうカラクリかと聞くと、「これぞまさしく、雨降って血(地)固まる」とあおいちゃんは答えた。

## 備考
詳しい作成時期は不明だが、さん太オフィシャルブログの2009年6月22日のエントリーでさん太自身が久しぶりに高座にかけたことを報告し、この時点で「こうもり」が小朝に提供したネタであることを説明していることから、少なくとも2009年6月より前に作成されたことは推測できるが、これ以上のことはブログからは知ることができない。
小朝のほか、林家たけ平や三笑亭可龍、林家木久蔵、小朝門下の蝶花楼桃花、また天狗連の先輩アマチュア落語家が高座にかけている。また、時間も短く平易なネタのためか、一般芸能人がバラエティ番組などで落語に挑戦する際にかけられており、「春風小えむ」こと にしおかすみこやAKB48の「春風小波」こと高橋みなみなどが演じている。